# Тлумачення сновидінь (фільм)
«Тлумачення сновидінь»  — повнометражний документальний фільм студій «Четвер» (творче об'єднання кіностудії «Київнаукфільм») і австрійського телеканалу «ORF», знятий в 1990 році режисером Андрієм Загданським.
Фільм знімався у Відні та Києві.
Займає 64-у позицію у списку 100 найкращих фільмів в історії українського кіно.

## Сюжет
В основі сюжету фільму лежить подорож у часі та архівній кінохроніці. Мандрівка кіноархівами починається з перших кадрів, знятих братами Люм'єр, «прибуття поїзда» в 1896 році (рік публікації фундаментальної роботи Фрейда з однойменною назвою «Тлумачення сновидінь») до 1939 року (початку Другої світової війни і смерті засновника психоаналізу). Цю подорож коментує уявний діалог між автором фільму і Зигмундом Фрейдом.

## Фестивалі та нагороди
Фільм отримав Гран–прі II-го Всесоюзного кінофестивалю неігрового кіно у Воронежі в 1990 році і був показаний на багатьох міжнародних кінофестивалях. Фільм був також номінований на премію Національної російської Кіноакадемії «НІКА» в 1991 році.
- Всесоюзний кінофестиваль неігрового кіно, Воронеж, Гран-прі, (1990)
- Міжнародний фестиваль документального кіно в Амстердамі (IDFA) (1990),
- Нові режисери / Нові фільми, New Directors/New Films, Нью-Йорк (1991),
- Міжнародний кінофестиваль у Кракові, Польща (1991),
- Єврейський кінофестиваль в Лондоні (1991),
- Єврейський кінофестиваль в Сан–Франциско (1991),
- кіноретроспектива «Гласність» в Лінкольн центрі, Нью–Йорк (1997),
- кіноретроспектива «Без Вертова» в Мадриді (2005).

## Преса
За словами Вінсента Кенбі (Нью–Йорк Таймс), фільм — «цікавий та провокаційний», «немов вся країна лежить на дивані, щоб бути проаналізованою автором фільму і його гідом Зигмундом Фрейдом».